# 조시 패로
조시 패로(Josh Farro, 1987년 9월 29일 ~ )는 미국의 기타리스트로, 파라모어의 전 일원이다.